# Phlogiellus watasei
Espèce
Synonymes
- Yamia watasei Kishida, 1920

Phlogiellus watasei est une espèce d'araignées mygalomorphes de la famille des Theraphosidae.

## Distribution
Cette espèce est endémique de Taïwan.

## Description
Le mâle décrit par Zhu et Zhang en 2008 mesure 14,22 mm et la femelle 18,81 mm.

## Publication originale
- Kishida, 1920 : Note on Yamia watasei, a new spider of the family Aviculariidae. Dobutsugaku Zasshi (Zoological Magazine Tokyo), vol. 32, p. 299-307.